# Jonas Kildoun
Jonas Kildoun (Kildonæus), född 2 februari 1641 i Nykils församling, Östergötland, död 1691 i Nykils församling, Östergötlands län, var en svensk präst.

## Biografi
Jonas Kildoun föddes 1641 i Nykils församling. Han var son till kyrkoherden Laurentius Jonæ Kylander och Anna Botvidsdotter. Kildoun blev 1662 student vid Uppsala universitet och prästvigdes 28 mars 1667 till krigspräst vid Smålands kavalleriregemente. Han blev sedan krigspräst vid Östgöta kavalleriregemente. Kildoun blev 4 september 1679 kyrkoherde i Nykils församling. Han avled 1691 i Nykils församling och begravdes 18 november samma år.

### Familj
Kildoun gifte sig första gången 4 oktober 1667 med Gertrud Andersdotter Horneer (död 1684). Hon var dotter till kyrkoherden Andreas Hornerus och Anna Maria Andersdotter i Fornåsa församling. De fick tillsammans barnen Daniel Kildoun (1669–1669), Elia Kildoun (född 1670), Anna Christina Kildoun (född 1671) och Maria Kildoun (född 1681).
Kildoun gifte sig andra gången 1 november 1685 med Kerstin Ingelsdotter Hahl (död 1706). Hon var änka efter löjtnanten Bengt Andersson.